# Prvenstvo Hrvatske u ragbiju 2006./07.
Prvenstvo Hrvatske u ragbiju u sezoni 2006/07. ima ove sudionike:
- Nadu iz Splita
- Mladost iz Zagreba
- Zagreb
- Makarsku rivijeru iz Makarske

1. kolo:
2. kolo:

14. listopada:

Zagreb - Mladost 10:8

Nada - Makarska rivijera 28:13
3. kolo:
4. kolo:
(odigrano kasnije)
5. kolo:

24. ožujka:Zagreb - Nada 3:6

14. travnja:Makarska rivijera - Zagreb 27:10
6. kolo:

Mladost - Makarska rivijera 7:17
zaostatci 4. kola
28. travnja

Mladost - Zagreb 17:27

Nada - Makarska rivijera 21:12

## Konačna ljestvica
Poredak na koncu prvenstva je bio idući:
```
Mj Klub         Ut Pb  N Pz  Pos:Pri    RP  Bod
1. Nada          6  6  0  0  193: 41   +152  18
2. Ma. rivijera  6  3  0  3  119: 82   + 37  12
3. Zagreb        6  3  0  3   63:104   - 41  12
4. Mladost       6  0  0  6   48:196   -148   6
```

Hrvatski prvak u ragbiju za sezonu 2006/07. je splitska "Nada".